# Peretes
Peretes (en griego, Περαιθεῖς) fue una antigua ciudad griega situada en Arcadia.
Según la mitología griega, la ciudad fue fundada por Pereto, hijo de Licaón.
Pausanias indica que fue una de las poblaciones pertenecientes al territorio de Ménalo que se unieron para poblar Megalópolis. Añade que estaba situada a veinte estadios de Paliscio, no lejos de Licoa y que se conservaban los restos de un santuario de Pan, pero que la ciudad estaba en ruinas en su tiempo.